# コマンダーインチーフ
コマンダーインチーフ (Commander in Chief、1990年 - 2007年)は、イギリスの競走馬である。デビューから2か月でエプソムダービーとアイリッシュダービーを制した。ヨーロッパで活躍した数少ないダンシングブレーヴ産駒の一頭。

## 戦績
生まれたのが遅く、その分ほかの馬に比べ成長も遅かったため、デビューは3歳4月までずれこむ。ここを6馬身差で圧勝すると、3連勝でエプソムダービーに挑むことになった。しかし3勝目が苦戦したことや、鞍上のパット・エデリーにはテンビーという有力なお手馬がいたこともあり、騎手がマイケル・キネーンに代わっての参戦となった。しかし、1番人気のテンビーは直線で失速し10着、一方2番人気のコマンダーインチーフは最後まで伸びを欠かず、父の成し遂げられなかったエプソムダービー制覇を達成した。
続いてアイリッシュダービーに出走。ここではジョッケクルブ賞の勝ち馬エルナンドとの対決が注目されたが、最後の直線で激しく競り合うと3/4馬身差でエルナンドを下した。その後キングジョージ6世&クイーンエリザベスダイヤモンドステークスに出走。コマンダーインチーフは並み居る強豪を抑えて1番人気に支持された。ところが、直線で早めに先頭に立ったもののオペラハウスにすぐに交わされ、さらには同じダンシングブレーヴ産駒でデルビーイタリアーノ優勝馬のホワイトマズルの追い込みの前にハナ差交わされ3着に敗れてしまう。このレースを最後に引退した。

## 種牡馬時代
引退後は、日本で種牡馬入りとなった。優駿スタリオンステーションに繋養され、初年度からGIホースを送り出し、以後も芝・ダート問わず多くの重賞馬を出した。2007年6月12日、右後肢骨折により安楽死の処分が取られた。後継種牡馬はスエヒロコマンダー、ラスカルスズカ、レギュラーメンバーなどがいる。

### グレード制重賞優勝馬
太字はGI（またはJpnI）競走。
- 1995年産
  - アインブライド（阪神3歳牝馬ステークス）[8]
  - スエヒロコマンダー（鳴尾記念、小倉大賞典）[9]
  - クリールサイクロン（スプリングステークス、新潟3歳ステークス）[10]
- 1996年産
  - ハギノハイグレイド（東海ステークス2回、アンタレスステークス）[11]
  - イブキガバメント（朝日チャレンジカップ、鳴尾記念）[12]
  - タマモヒビキ （小倉大賞典）[13]
- 1997年産
  - レギュラーメンバー（川崎記念、JBCクラシック、ダービーグランプリ）[14]
  - マイネルコンバット（ジャパンダートダービー）[15]
  - トップコマンダー（日経新春杯）[16]
  - メイショウキオウ（中京記念）[17]
- 1999年産
  - ミスイロンデル（兵庫ジュニアグランプリ）[18]

### 地方重賞優勝馬
- 1995年産
  - ミヨノショウリ（上杉まつり賞）[19]
- 1996年産
  - タイクラッシャー（瑞穂賞）[20]
  - マーブルシーク（白銀争覇）[21]
- 1997年産
  - ホマレコマンダー（オータムカップ）[22]
  - マツノセカイオー（佐賀菊花賞、吉野ヶ里記念、九州大賞典）[23]
- 1998年産
  - モーニングティー（坂東太郎賞、オールスターカップ）[24]
- 1999年産
  - ミヨノグリフィン（すみれ賞）[25]
- 2002年産
  - ブラウンコマンダー（クラウンカップ、福山マイラーズカップ）[26]
  - ワイルドコマンダー（大阿蘇大賞典）[27]
- 2004年産
  - フアンノネガイ（北日本新聞杯）[28]
- 2005年産
  - ドリームトレジャー（埼玉栄冠賞）[29]
- 2007年産
  - ワイエスオジョー（福山プリンセスカップ）[30]

### 母の父としての代表産駒
太字はGI（またはJpnI）競走。
- 2003年産
  - グッドストーン（平和賞）- 父ディアブロ[31]
  - ナイスジョーカー（のじぎく賞）- 父ロイヤルタッチ[32]
- 2004年産
  - ドングラシアス（小倉サマージャンプ）- 父マーベラスサンデー[33]
  - オーナーズスキャン（白菊賞）- 父スキャン[34]
  - タニノウィンザー（肥後の国グランプリ3回、大阿蘇大賞典2回、九州記念2回）- 父ラムタラ[35]
- 2005年産
  - リトルアマポーラ（エリザベス女王杯、クイーンカップ、愛知杯）- 父アグネスタキオン[36]
  - コトブキムーン（九州ジュニアグランプリ）- 父ハンセル[37]
- 2006年産
  - サンクスチケット（プリンセスカップ）- 父スターリングローズ[38]
- 2007年産
  - キョウエイトリガー（ローレル賞）- 父イーグルカフェ[39]
- 2009年産
  - コスモオオゾラ（弥生賞）- 父ロージズインメイ[40]
  - レッドクラウディア（クイーン賞）- 父アグネスタキオン[41]
  - ゴールドキャヴィア（優駿スプリント）- 父ゴールドアリュール[42]
  - コスモプランタン（かきつばた賞）- 父ジャングルポケット[43]
- 2010年産
  - ブリリアントロビン（プリンセスカップ、金杯）-父プリサイスエンド[44]
  - アラマサシャープ（高知優駿）-父マヤノトップガン[45]
  - マコトタンホイザー（師走賞、球磨川賞）- 父ゼンノエルシド[46]
- 2011年産
  - エキマエ（兵庫チャンピオンシップ）- 父メイショウボーラー[47]
  - ファイヤープリンス（ニューイヤーカップ）- 父オンファイア[48]
  - スーパーレインボー（大観峰賞）- 父サウスヴィグラス[49]
- 2012年産
  - ミツバ（川崎記念、マーキュリーカップ2回）- 父カネヒキリ[50]
  - マルヨバナーヌ（ライデンリーダー記念）- 父エイシンサンディ[51]
  - ウインバローラス（クラウンカップ）- 父スターリングローズ[52]
- 2014年産
  - ナチュラリー（兵庫若駒賞、兵庫ゴールドカップ2回、園田ウインターカップ2回）- 父ゴールドヘイロー[53]
  - ポルタディソーニ（秋の鞍、梅見月杯2回、名港盃）- 父ネオユニヴァース[54]
- 2016年産
  - アルネゴー（黒潮ジュニアチャンピオンシップ、金の鞍賞、黒潮皐月賞、西日本ダービー）- 父ローレルゲレイロ[55]
- 2018年産
  - ニジイロ（兵庫クイーンセレクション、東海クイーンカップ）-父トビーズコーナー[56]
- 2019年産
  - タツノエクスプレス（東京湾カップ）- 父アジアエクスプレス[57]
- 2021年産
  - シンメデージー（土佐春花賞、西日本クラシック、西日本3歳優駿、土佐秋月賞、はがくれ大賞典）-父コパノリッキー[58]

## 血統表
| コマンダーインチーフ（Commander in Chief）の血統        | コマンダーインチーフ（Commander in Chief）の血統 | コマンダーインチーフ（Commander in Chief）の血統 | （血統表の出典）                          | （血統表の出典） |
| 父系                                                    | リファール系                                     | リファール系                                     | リファール系                              | [ § 2 ]          |
| 父 *ダンシングブレーヴ Dancing Brave 1983 鹿毛 アメリカ | 父の父Lyphard 1969 鹿毛 アメリカ                 | Northern Dancer                                  | Nearctic                                  | Nearctic         |
| 父 *ダンシングブレーヴ Dancing Brave 1983 鹿毛 アメリカ | 父の父Lyphard 1969 鹿毛 アメリカ                 | Northern Dancer                                  | Natalma                                   |                  |
| 父 *ダンシングブレーヴ Dancing Brave 1983 鹿毛 アメリカ | 父の父Lyphard 1969 鹿毛 アメリカ                 | Goofed                                           | Court Martial                             | Court Martial    |
| 父 *ダンシングブレーヴ Dancing Brave 1983 鹿毛 アメリカ | 父の父Lyphard 1969 鹿毛 アメリカ                 | Goofed                                           | Barra                                     |                  |
| 父 *ダンシングブレーヴ Dancing Brave 1983 鹿毛 アメリカ | 父の母Navajo Princess 1974 鹿毛 アメリカ         | Drone                                            | Sir Gaylord                               | Sir Gaylord      |
| 父 *ダンシングブレーヴ Dancing Brave 1983 鹿毛 アメリカ | 父の母Navajo Princess 1974 鹿毛 アメリカ         | Drone                                            | Cap and Bells                             |                  |
| 父 *ダンシングブレーヴ Dancing Brave 1983 鹿毛 アメリカ | 父の母Navajo Princess 1974 鹿毛 アメリカ         | Olmec                                            | Pago Pago                                 | Pago Pago        |
| 父 *ダンシングブレーヴ Dancing Brave 1983 鹿毛 アメリカ | 父の母Navajo Princess 1974 鹿毛 アメリカ         | Olmec                                            | Chocolate Beau                            |                  |
| 母 Slightly Dangerous 1979 鹿毛 アメリカ                | 母の父Roberto 1969 鹿毛 アメリカ                 | Hail to Reason                                   | Turn-to                                   | Turn-to          |
| 母 Slightly Dangerous 1979 鹿毛 アメリカ                | 母の父Roberto 1969 鹿毛 アメリカ                 | Hail to Reason                                   | Nothirdchance                             |                  |
| 母 Slightly Dangerous 1979 鹿毛 アメリカ                | 母の父Roberto 1969 鹿毛 アメリカ                 | Bramalea                                         | Nashua                                    | Nashua           |
| 母 Slightly Dangerous 1979 鹿毛 アメリカ                | 母の父Roberto 1969 鹿毛 アメリカ                 | Bramalea                                         | Rarelea                                   |                  |
| 母 Slightly Dangerous 1979 鹿毛 アメリカ                | 母の母Where You Lead 1970 栗毛 アメリカ          | Raise a Native                                   | Native Dancer                             | Native Dancer    |
| 母 Slightly Dangerous 1979 鹿毛 アメリカ                | 母の母Where You Lead 1970 栗毛 アメリカ          | Raise a Native                                   | Raise You                                 |                  |
| 母 Slightly Dangerous 1979 鹿毛 アメリカ                | 母の母Where You Lead 1970 栗毛 アメリカ          | Noblesse                                         | Mossborough                               | Mossborough      |
| 母 Slightly Dangerous 1979 鹿毛 アメリカ                | 母の母Where You Lead 1970 栗毛 アメリカ          | Noblesse                                         | Duke's Delight                            |                  |
| 母系(F-No.)                                             | Where You Lead系(FN:14-f)                        | Where You Lead系(FN:14-f)                        | Where You Lead系(FN:14-f)                 | [ § 3 ]          |
| 5代内の近親交配                                         | Turn-to 5×4、Native Dancer 5×4、Nearco5×5        | Turn-to 5×4、Native Dancer 5×4、Nearco5×5        | Turn-to 5×4、Native Dancer 5×4、Nearco5×5 | [ § 4 ]          |
| 出典                                                    | 1. 2. 3. 4.                                      | 1. 2. 3. 4.                                      | 1. 2. 3. 4.                               | 1. 2. 3. 4.      |

- 半兄 - ウォーニング（父Known Fact）－サセックスステークス、クイーンエリザベス2世ステークスなど
- 半兄 - Deploy（種牡馬、父Shirley Heights）－代表産駒にはイタリアオークスなどを勝ち、Dubawiの母でもあるZomaradahなどがいる。
- いとこには祖母（母の母）Where You Leadを同じくするRainbow Questがいる。